# David Livingstone

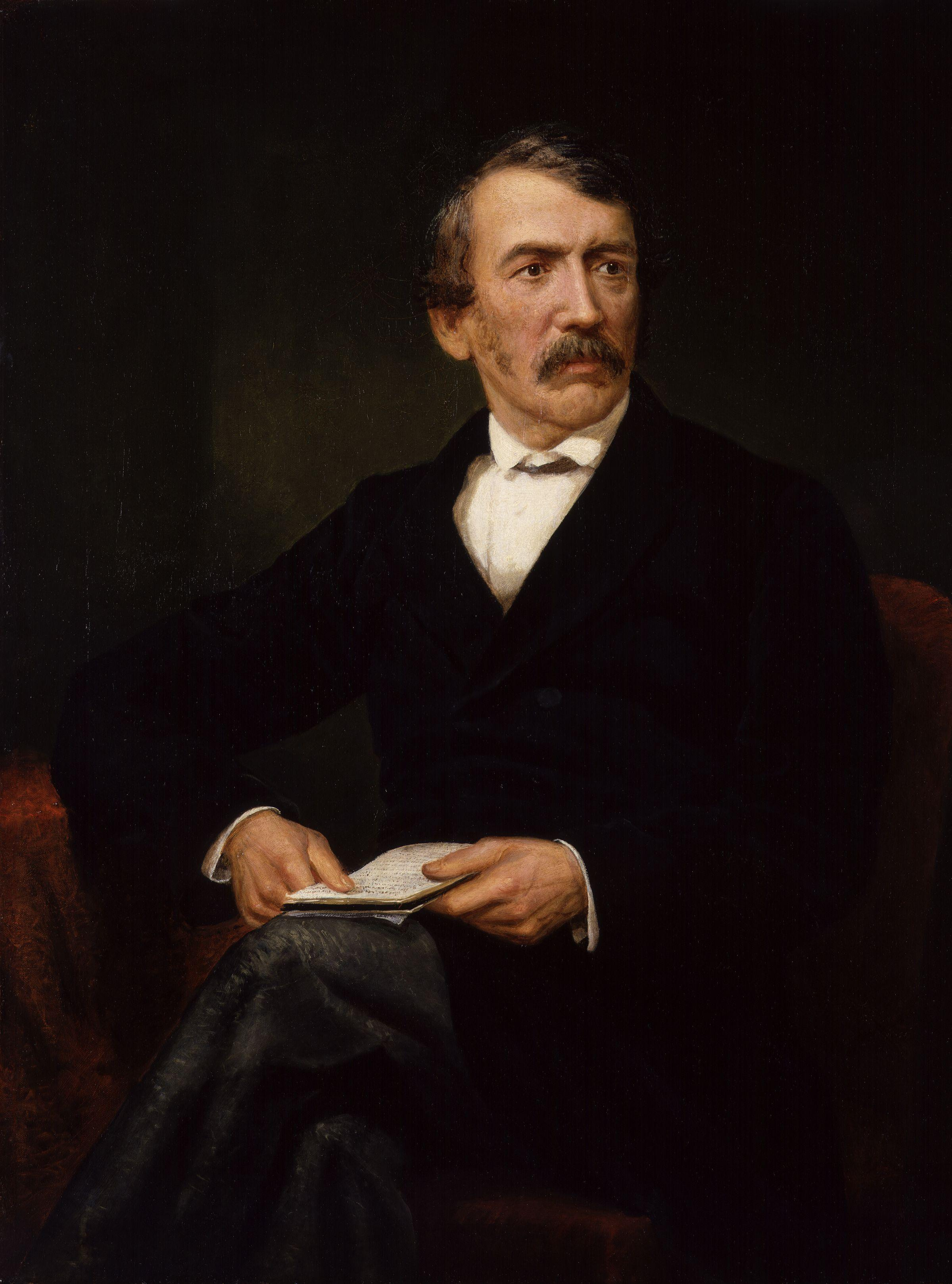
David Livingstone, por Frederick Havill

David Livingstone (Blantyre, Escocia; 19 de marzo del 1813-Chitambo, Rodesia del Norte; 1 de mayo de 1873) fue un médico, explorador y misionero británico, una de las mayores figuras de la historia de la exploración. Mediante observaciones astronómicas, estableció situaciones correctas en la cartografía africana y realizó informes de botánica, geología y zoología. También se distinguió por su lucha contra la esclavitud. Por todo ello, en la Gran Bretaña victoriana fue considerado un héroe nacional.
La fama de Livingstone como explorador y su obsesión por conocer las fuentes del río Nilo se fundaron en la creencia de que si podía resolver ese antiguo misterio, su fama le daría la influencia para acabar con el comercio de esclavos árabe-suajili de África Oriental. Las fuentes del Nilo, le dijo a un amigo, son valiosas solo como un medio para abrir mi boca con poder entre los hombres. Es este poder [con] el que espero remediar un mal inmenso.: 289   Su posterior exploración de la cuenca hidrográfica de África central fue la culminación del período clásico del  descubrimiento geográfico europeo y la penetración colonial de África. Al mismo tiempo, sus viajes misioneros, "desaparición" y eventual muerte en África‍ —y posterior glorificación como héroe nacional póstumo en 1874‍— condujeron a la fundación de varias importantes iniciativas misioneras cristianas centroafricanas llevadas a cabo en la era del reparto de África.

## Biografía

### Primeros años
Livingstone nació el 19 de marzo de 1813 en Blantyre, Escocia, en una residencia donde se alojaban los empleados de una fábrica textil. Fue el segundo de los siete hijos de Neil Livingstone (1788–1856) y su esposa Agnes (1782–1865). David tuvo una difícil infancia dickensiana trabajando en esa misma fábrica con su hermano John a los diez años, catorce horas al día, atando los hilos de algodón rotos en las máquinas de hilar. Así describe Livingstone las duras condiciones por las que pasó:

Cuando tenía diez años me enviaron a la fábrica, como atador. Trabajaba con mi diccionario hasta la medianoche, tenía que estar en la manufactura al día siguiente a las seis, y allí me quedaba hasta las ocho de la noche, sin más interrupción que el tiempo para el almuerzo y la cena.

Su padre era un maestro de escuela dominical y abstemio que repartía tratados cristianos en sus viajes como vendedor de té de puerta en puerta y que leyó extensamente libros sobre teología, viajes y empresas misioneras. Esta afición lectora se contagió al joven David, que se convirtió en un ávido lector, pero a David también le encantaba recorrer el campo en busca de animales, plantas y muestras geológicas de las canteras locales de piedra caliza. Neil temía que los libros de ciencia estuvieran socavando el cristianismo de su hijo e intentó obligarle a leer nada más que teología, pero el profundo interés de David por la naturaleza y la ciencia le llevaron a investigar la relación entre ciencia y religión. En 1832 leyó Filosofía de un estado futuro, escrito por Thomas Dick, y encontró la razón que necesitaba para reconciliar la fe y la ciencia y, aparte de la Biblia, este libro fue quizás su mayor influencia filosófica.
Otras influencias significativas en su juventud fueron Thomas Burke, un evangelista de Blantyre, y David Hogg, su maestro de escuela dominical. A la edad de quince años, David dejó la Iglesia de Escocia por una iglesia congregacional local, influenciado por predicadores como Ralph Wardlaw, quien negaba las  limitaciones predestinadoras a la salvación. Influenciado por las enseñanzas de avivamiento en los Estados Unidos, Livingstone aceptó por completo la propuesta de Charles Finney, profesor de teología en el Oberlin College (Ohio), de que «el Espíritu Santo está abierto a todos los que lo pidan». Para Livingstone, esto significó una liberación del miedo a la condenación eterna. : 13  La lectura que hizo de la obra del misionero Karl Gützlaff Llamamiento  a las Iglesias de Gran Bretaña y Estados Unidos en nombre de China le permitió persuadir a su padre de que los estudios de medicina podrían promover fines religiosos.
Las experiencias de Livingstone en la fábrica de algodón Blantyre de H. Monteith también fueron importantes entre los 10 y los 26 años, primero como empalmador y luego como hilandero. Este trabajo monótono era necesario para mantener a su familia empobrecida, pero le enseñó persistencia, resistencia y una empatía natural con todos los que trabajan, como lo expresan las líneas que solía tararear de la canción igualitaria de Rabbie Burns: When man to man, the world o'er/Shall brothers be for a' that (Cuando de hombre a hombre, el mundo se acaba/Serán hermanos por algo).

## Educación
Livingstone asistió a la escuela de la aldea de Blantyre, junto con los otros pocos niños del molino que tenían la resistencia necesaria para hacerlo a pesar de su jornada laboral de catorce horas (de 6 a 20 horas). El hecho de tener una familia con un fuerte y continuo compromiso con el estudio reforzó su educación. Después de leer el llamamiento de Gutzlaff en busca de misioneros médicos para China en 1834, comenzó a ahorrar dinero para ingresar en la Universidad de Anderson, Glasgow, en 1836, donde hizo amigos para toda la vida, entre ellos James Young, además de asistir a clases de griego y teología en la Universidad de Glasgow.
Para entrar en la escuela de medicina, se requerían algunos conocimientos de latín. Recibió clases particulares de un católico local, Daniel Gallagher. Más tarde, Gallagher se hizo sacerdote y fundó la tercera iglesia católica más antigua de Glasgow, St Simon's, Partick, en la que hay una pintura de Livingstone y Gallagher. Además de sus otros estudios, asistió a las clases de divinidad de Wardlaw, líder en esta época de una vigorosa campaña antiesclavista en la ciudad.
Poco después, solicitó ingresar en la Sociedad Misionera de Londres (LMS) y fue aceptado a condición de recibir formación misionera. En 1838-40 estudió en la Escuela de Medicina del Hospital de Charing Cross, cuyos cursos abarcaban la práctica médica, la obstetricia y la botánica. Durante este periodo también pasó un tiempo de formación misionera en Londres y en Ongar (Essex), para convertirse en ministro dentro de la Unión Congregacional que servía bajo el LMS. Mientras se formaba bajo el LMS, él y otros estudiantes recibieron clases de griego, latín, hebreo y teología del reverendo Richard Cecil. A pesar de su impresionante personalidad, era un predicador sencillo, descrito por Cecil como «digno pero alejado de la brillantez» y habría sido rechazado por el LMS si el director no le hubiera dado una segunda oportunidad para aprobar el curso.
Obtuvo el título de Licenciado del Real Colegio de Médicos y Cirujanos de Glasgow el 16 de noviembre de 1840, y fue nombrado Miembro Honorario de la Facultad el 5 de enero de 1857.

### Misionero

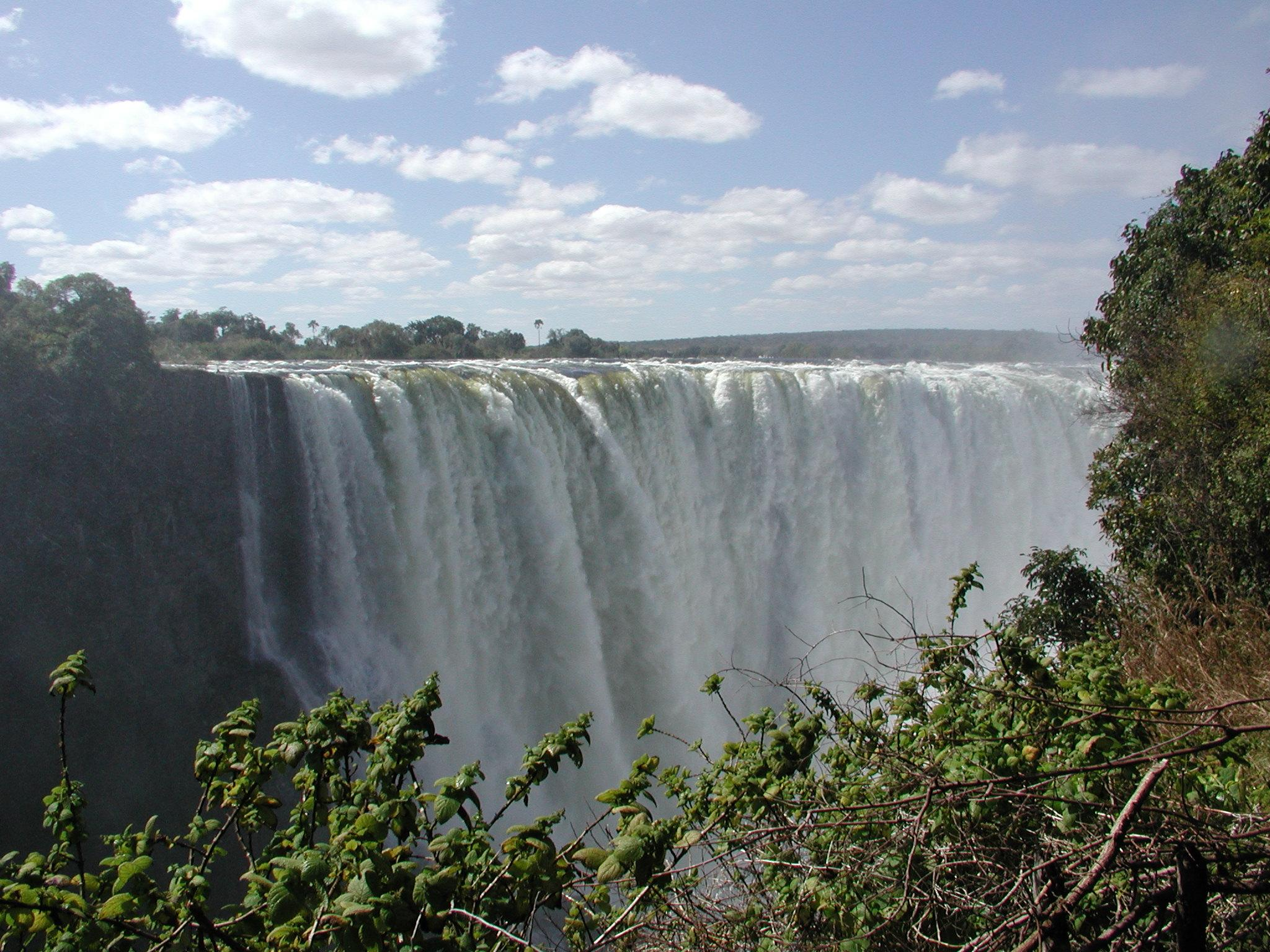
Cataratas Victoria

Convertido ya en teólogo y médico, Livingstone originalmente iba a ser enviado a China, envío que no se pudo cumplir en último momento por la guerra del Opio que se desató en aquel país. Este cambio de planes lo llevó a aceptar una misión de la Sociedad Misionera de Londres para viajar en 1840 hasta Ciudad del Cabo. Se dirigió a Kuruman, en territorio tsuana, donde el misionero escocés Robert Moffat había establecido ya un puesto. Livingstone se casó con la hija de Moffat, Mary Moffat. A los bóers o afrikáneres, opuestos a Inglaterra, no les gustaban estas misiones y Livingstone, incómodo con la situación, aceptó abandonar Kuruman y evangelizar otras regiones menos exploradas.

### Descubrimiento de las cataratas Victoria
Moffat preparó una expedición para las regiones centrales de África poniendo a Livingstone al frente de la misma. Livingstone se adentró con su familia y con William Cotton Oswell en el desierto de Kalahari. Fue el primer europeo en ver el lago Ngami (1849) y recibió por ello una recompensa de la Royal Geographic Society, lo que le decidió a impulsar su carrera de explorador, aprendiendo cálculos astronómicos.Livingstone se propuso resolver el problema de la vertiente divisoria entre los ríos Zambeze y Congo, y las relaciones hidrográficas entre los lagos ecuatoriales y los ríos que desembocan en el Atlántico meridional y el océano Índico.
Livingstone comenzó una serie de expediciones a partir de 1851. Llegó al río Zambeze (1851) y se instaló en Sesheke, entre los kololos del Zambeze medio, cuyo jefe, Sebitane, le acogió y le permitió visitar la región adyacente. Livingstone decide separarse de su familia para tener más libertad al explorar, y acompaña a los suyos hasta Ciudad del Cabo. Ya sin su familia, Livingstone planea una ruta desde el Zambeze hasta el Atlántico rodeando los territorios bóers por el norte de Bostwana. La expedición, poco numerosa y financiada por el nuevo jefe, Sekeletu, salió de Linyati en 1853; viajaron en barco y luego por tierra, remontaron el Zambeze casi hasta sus fuentes y llegaron en mayo de 1854 a Sao Paulo de Luanda, la capital angoleña. Tras descansar allí varios meses y escribir un informe para la Royal Geographic Society, volvieron hacia el Zambeze siguiendo el mismo itinerario.
En septiembre de 1855 volvió a salir de expedición, de nuevo organizada por Sekeletu, esta vez en dirección este, hacia el Índico. El 16 de noviembre de 1855 llega a las cataratas Ngonye, a las que los kololos llamaban Mosi-oa-Tounya o humo que truena y a las que Livingstone dio el nombre de cataratas Victoria en honor de la reina del Reino Unido. Después atravesó una región desértica arrasada por las guerras y las expediciones de los traficantes de esclavos; la hostilidad de la población local les obligó a dar grandes rodeos para evitar ciertos poblados. Llegó agotado y transportado en hamaca a la factoría portuguesa de Tete, en Mozambique, y en mayo de 1856 llegó a Quelimane, ya en el océano Índico. De esta manera, se convirtió en el primer europeo en haber cruzado África desde el Atlántico hasta el Índico, pero las penalidades sufridas demuestran que no se trataba de una ruta viable, como Livingstone pretendía conseguir.
Livingstone se propuso abrir rutas en África para facilitar la labor misionera y la actividad comercial, considerando para ello la importancia de la navegabilidad del río Zambeze. Viajó a Inglaterra en 1856 en busca de ayuda para su proyecto y para editar un libro acerca de sus expediciones, Missionary Travels and Researches in South Africa, al tiempo que dimitía de la sociedad misionera a la que había pertenecido hasta entonces. Fue recibido con gran expectación, e invitado a dar numerosas conferencias en sociedades científicas y universidades.

### Expedición al río Zambeze
El Foreign Office le otorgó el cargo de cónsul y le encomendó una serie de misiones precisas, como fundar un puesto en el Zambeze. En 1858 se embarcó hacia África con seis compañeros de expedición, entre ellos su hermano Charles y el pintor Thomas Baines.
Livingstone exploró profundamente la zona comprendida entre el lago Nyassa (hoy, lago Malaui) y el Zambeze, pero descubrió que desde los rápidos de Kabrabasa —donde actualmente se encuentra la presa de Cahora Bassa— el río se hacía absolutamente innavegable, debido a una serie de cataratas y rápidos en cuya exploración ya había fracasado en su anterior viaje. Llegó hasta esta zona en la época en que Tippu Tip estableció su hegemonía.
A principios de 1862 regresaron a la costa, con la intención de construir un barco de vapor especialmente para este río. Mientras estaban construyendo el barco, murieron su hermano Charles y su esposa Mary, quien falleció el 29 de abril de 1862 de disentería. Terminado el barco, sólo llegaron hasta el río Ruvuma, donde la mayoría de los exploradores desertaron o murieron. Aunque habían llegado al lago Malaui, la expedición en sí resultó un fracaso: el río Zambeze no era navegable y la implantación de misiones cristianas fue un fracaso. Además, Livingstone se recela como poco competente para dirigir equipos de exploradores. De regreso a Inglaterra, en 1864, la expedición al Zambeze fue duramente criticada por los periódicos, lo que provocó que Livingstone tuviera grandes dificultades para conseguir más fondos y continuar con la exploración de África. Aprovecha su regreso a Inglaterra para redactar su segunda obra, Narrative of an Expedition to the Zambezi and its Tributaries, que también es una gran éxito de ventas.

### Nacimiento del Nilo

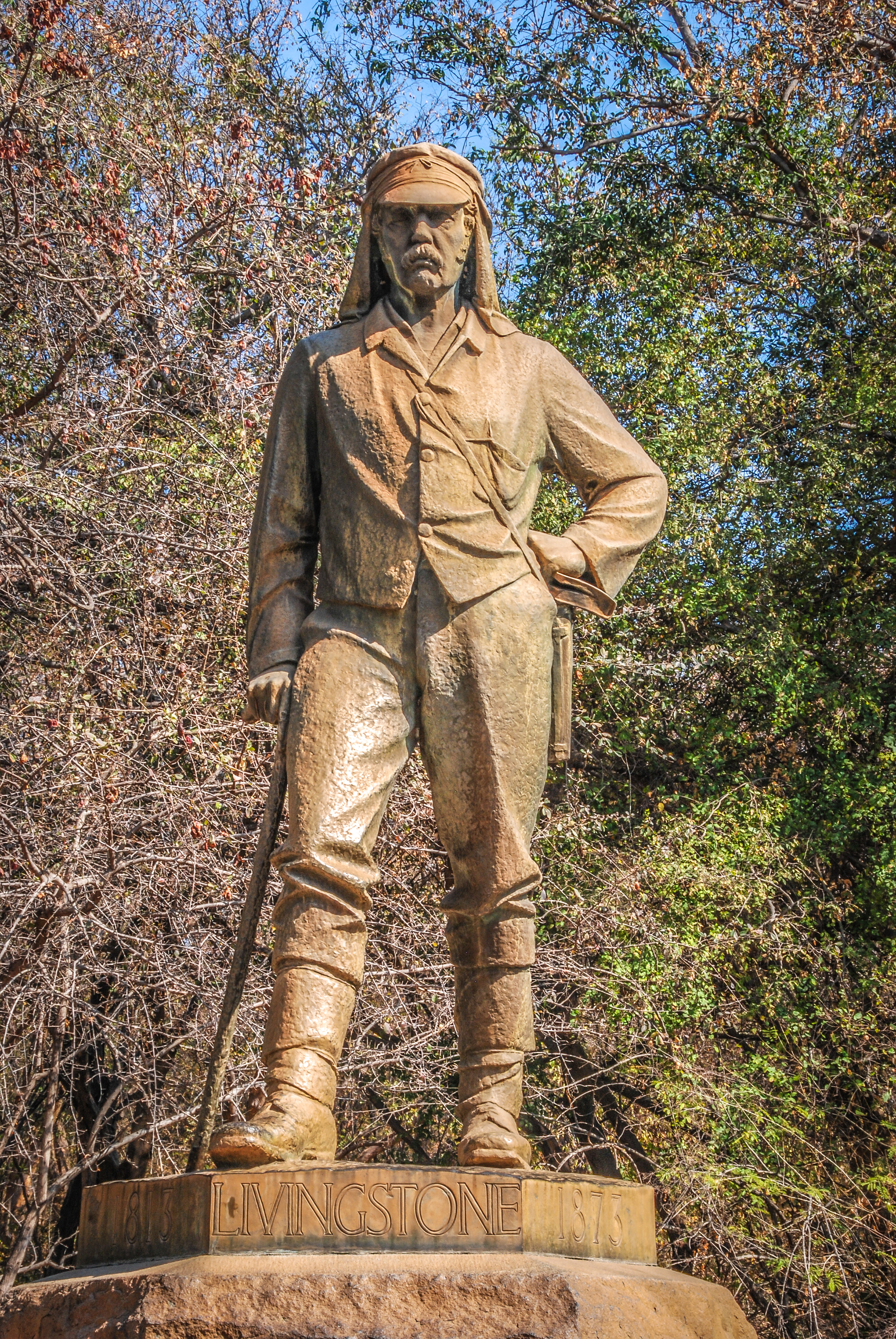
Monumento a Livingstone en las cataratas Victoria, Zimbabue

En 1865 fue designado por la Royal Geographical Society para buscar el nacimiento del Nilo, obteniendo a su vez financiación del Foreign Office. Si bien la región ya había sido recorrida por varias expediciones dedicadas a este fin en los alrededores de los lagos Victoria y Alberto, con exploradores reconocidos como Richard Francis Burton, John Hanning Speke y Samuel Baker, Livingstone creía que las fuentes del Nilo se encontraban mucho más al sur. Por ello, quería estudiar las relaciones entre el Nyassa y el sistema Tanganica-Victoria-Nilo.
Esta nueva expedición se inició en marzo de 1866 en la isla de Zanzíbar para adentrarse a continuación en el continente africano; desembarcó en la desembocadura del río Ruvuma y siguió rumbo noroeste hasta los lagos Nyasa y Tanganica.  Descubrió los lagos de Bangweulu y Moero y el río Lualaba, que fue erróneamente identificado por Livingstone como el Nilo, cuando realmente es la cabecera del río Congo. Posteriormente se encaminó hacia las riberas del lago Tanganica y, consumido por la enfermedad, se estableció en Ujiji.

### Encuentro con Stanley
A partir de entonces, y durante varios años, no se supo nada acerca de él. Livingstone perdió completamente el contacto con el mundo exterior durante seis años y estuvo enfermo durante la mayor parte de los últimos cuatro años de su vida, cuidado por sus sirvientes Susi, Chuma y Jacob Wainwrigth, que le acompañan desde hace años. Sólo una de sus cuarenta y cuatro cartas llegó a Zanzíbar. En 2010, su propietario, Peter Beard, puso a disposición del público una carta a Horace Waller que se conserva. Dice así: «Estoy terriblemente enfermo, pero esto es solo para tus propios ojos... Dudo que viva para verte de nuevo...».
El periódico New York Herald, dirigido por James Gordon Bennett, Jr., organizó una expedición de socorro que fue confiada a Henry Morton Stanley, quien el 10 de noviembre de 1871 consiguió encontrar a Livingstone en las orillas del lago Tanganica, en la ciudad de Ujiji. En ese encuentro Stanley supuestamente pronunció su famosa frase: «Doctor Livingstone, supongo». Livingstone respondió: «Sí», y luego: «Me siento agradecido de estar aquí para darle la bienvenida». Estas famosas palabras pueden haber sido una invención, ya que Stanley arrancó posteriormente las páginas de este encuentro en su diario. Incluso el relato de Livingstone sobre este encuentro no menciona estas palabras. Sin embargo, la frase apareció en un editorial del New York Herald del 10 de agosto de 1872, y tanto la Encyclopædia Britannica como el Oxford Dictionary of National Biography la citan sin cuestionar su veracidad. Las palabras son famosas por su sentido del humor, al ser Livingstone la única otra persona blanca en cientos de kilómetros, junto con el torpe intento de Stanley de parecer digno en la selva de África haciendo un saludo formal que uno esperaría escuchar en los confines de un club de clase alta de Londres. Sin embargo, los lectores del Herald se dieron cuenta inmediatamente de las pretensiones de Stanley. Como señala su biógrafo, Tim Jeal, Stanley luchó toda su vida con una debilidad autopercibida por ser de origen humilde, y fabricaba eventos para compensar esta supuesta deficiencia. El libro de Stanley sugiere que este saludo estuvo realmente motivado por la vergüenza, porque no se atrevía a abrazar a Livingstone. 

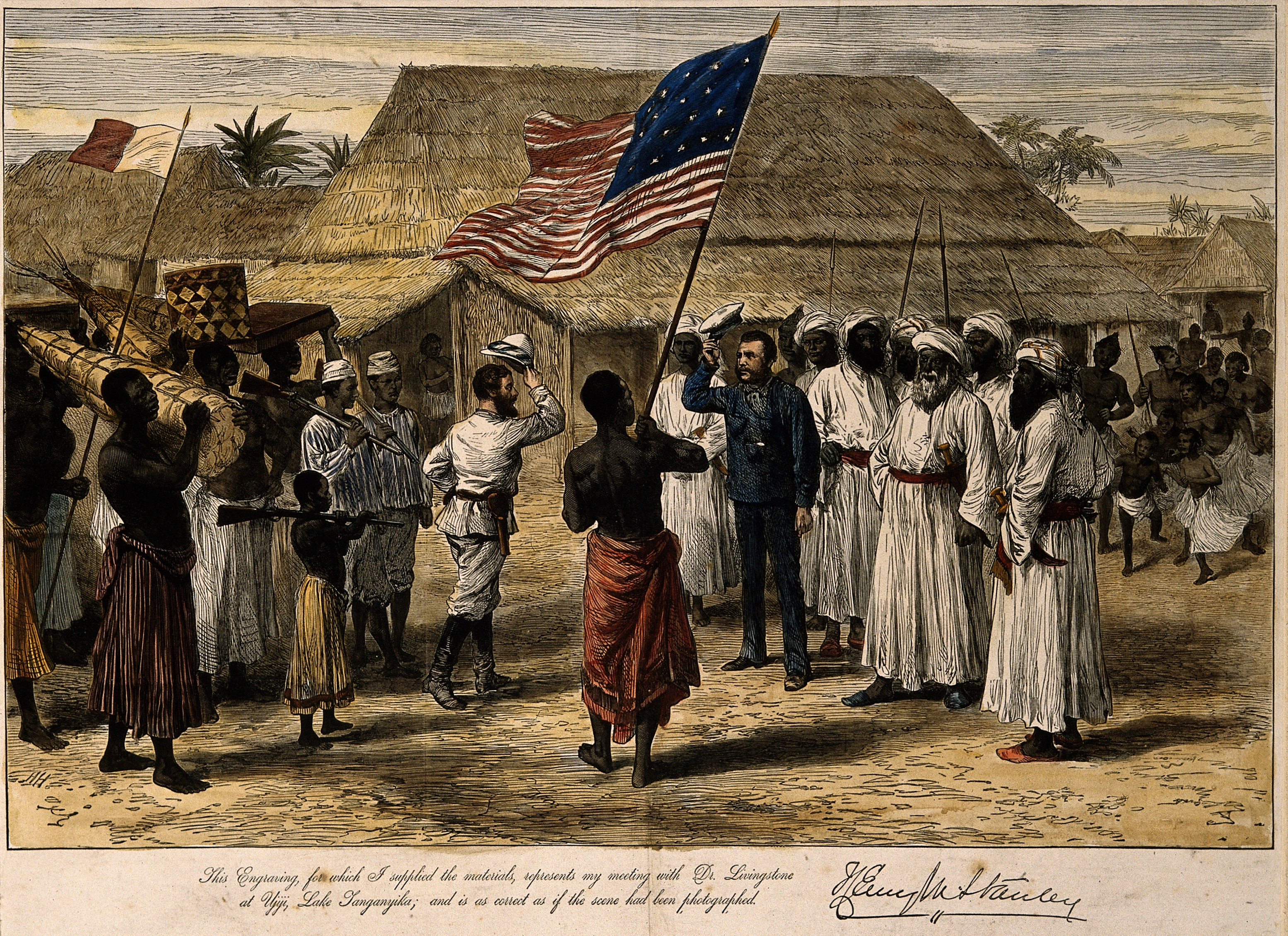
Stanley encuentra a Livingstone

También se afirma que Livingstone le hizo la siguiente alusión: «Stanley, yo he leído la Biblia cuatro veces mientras estaba esperando en Manyuena. Todo lo que soy lo debo a Jesucristo, revelado para mí en su Libro divino. ¡Oh, Stanley, Stanley, aquí está el manantial de la fuerza y del poder que transforman!».
A pesar de las exhortaciones de Stanley, Livingstone estaba decidido a no abandonar África hasta completar su misión. Ambos llevaron a cabo juntos, durante cuatro meses, algunas investigaciones en la zona de los lagos. Livingstone recuperó en parte sus fuerzas gracias a los alimentos traídos por Stanley, y este se apasionó por los problemas geográficos que le planteaba el explorador.
Decidieron explorar conjuntamente el norte del lago Tanganica, pero Livingstone no quiso volver a Inglaterra con Stanley, y en marzo de 1872 se separaron en Tabora y tomaron caminos diferentes. Stanley regresó a la costa con los apuntes y mapas del explorador.  A Livingstone, su enfermedad le producía cada vez más confusión y tenía dificultades de juicio. A pesar de todo, exploró el Lualaba, buscando saber si desaguaba en el Nilo o en el Congo. 

### Enfermedad y muerte
Livingstone prosiguió sus exploraciones por la región del lago Bangweulu y sus pantanos, para explorar posibles ríos que fluyeran hacia el norte, pero lo hizo en plena estación de las lluvias. Estaba convencido de que el Lualuba y el Nilo eran el mismo río, idea errónea que se convirtió en una obsesión que le llevó a cometer graves errores de orientación. Perdió las escasas fuerzas que le quedaban, hasta que murió el 1 de mayo de 1873, en el pequeño poblado de Ilala, en el lago Bangweulu, a causa de la malaria y de una hemorragia interna producida por la disentería. Su cadáver fue conservado en sal y tardó varios meses en ser trasladado hasta llegar a Bagamoyo, en la costa del Índico.  
En el mes de febrero de 1874 llegaron a Zanzíbar los restos mortales del explorador, que fueron entregados junto con sus documentos y pertenencias al doctor Arthur Laing y transportados hasta Adén. Desde este puerto viajaron hasta Inglaterra a bordo del Malwa, y llegaron en abril de 1874. Fueron examinados por sus amigos y por sir William Fergusson que certificaron que se trataba de Livingstone, siendo una prueba concluyente la articulación postiza que tenía en el brazo izquierdo, debida a la lesión que le produjo la mordedura de un león en 1843. 
Fue enterrado en la abadía de Westminster, pero los africanos enterraron su corazón bajo un árbol porque decían que su corazón estaba en África. El entierro de Livingstone en Westminster se convirtió en un gran homenaje póstumo. El paño mortuorio lo sujetaban sus amigos sir Thomas Steele y Webb; y sus compañeros de expediciones Oswell, doctor Kirk, Waller, Young y Henry Stanley. Como representante de los miembros africanos de la caravana estaba Jacob Wainwright. El féretro fue acompañado por sus familiares, un largo cortejo de ilustres personalidades, duques y lores, y por toda la Sociedad Geográfica.

## Descubrimientos geográficos
Livingstone se equivocó sobre el Nilo, pero identificó numerosos accidentes geográficos para la ciencia occidental, como el lago Ngami, el lago Malawi y el lago Bangweulu, además de las cataratas Victoria. Completó detalles del lago Tanganica, el lago Mweru y el curso de muchos ríos, especialmente el alto Zambeze, y sus observaciones permitieron cartografiar grandes regiones que antes habían estado en blanco. Livingstone recibió la medalla de oro de la Real Sociedad Geográfica de Londres.

## Legado
Para finales de la década de 1860 la reputación de Livingstone en Europa se había resentido debido al fracaso de las misiones que estableció y el de la expedición al río Zambeze, así como a que sus ideas sobre el nacimiento del Nilo no tenían apoyo. Sus expediciones no eran exactamente un ejemplo de orden y organización. Su reputación fue rehabilitada por Henry Stanley y su periódico, y por la lealtad de los sirvientes de Livingstone, como Jacob Wainwright, cuyo largo viaje cargando su cuerpo inspiró asombro. La publicación de su último diario reveló una obstinada determinación ante el sufrimiento.

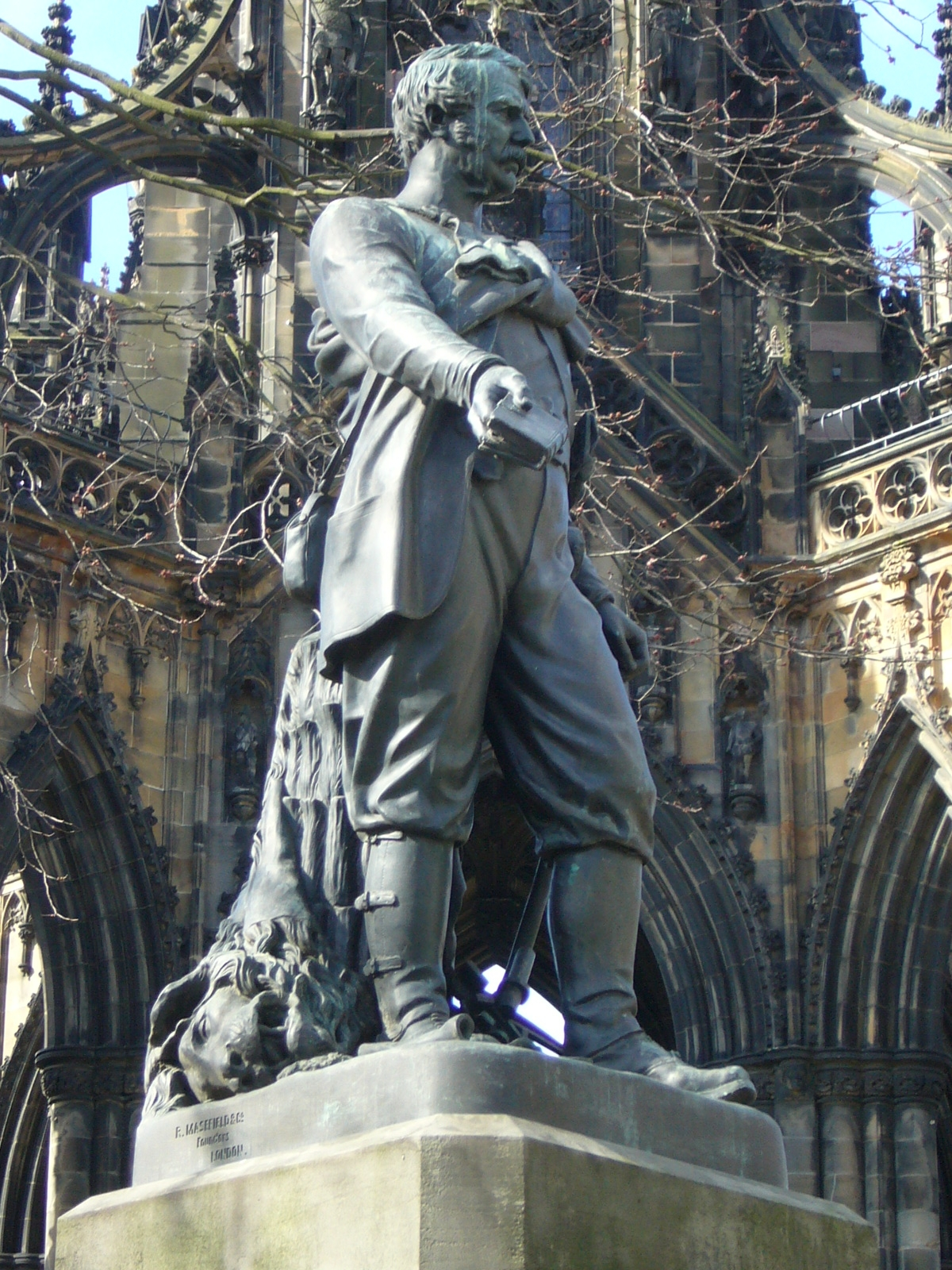
Estatua de Livingstone en Edimburgo, por Amelia Robertson Hill

En 1860 se fundó, a petición suya, la Misión Universitaria al África Central. Muchos misioneros importantes, como Leader Stirling y Annie Allen, trabajarían más tarde para este grupo. Este grupo y los misioneros médicos que patrocinó la organización llegaron a tener un impacto importante y positivo en la población de África.
Livingstone hizo descubrimientos geográficos para el conocimiento europeo. Inspiró a los abolicionistas de la trata de esclavos, a los exploradores y a los misioneros. Abrió el África Central a los misioneros que iniciaron la educación y la atención sanitaria de los africanos, y el comercio de la Compañía de los Lagos Africanos. Muchos caciques africanos y población local le tenían cierta estima y su nombre facilitó las relaciones entre ellos y los británicos.
En parte como resultado de ello, en las cinco décadas posteriores a su muerte, se estableció el dominio colonial en África y se fomentó el asentamiento de blancos en el interior. Sin embargo, lo que Livingstone imaginaba para las «colonias» no era lo que ahora conocemos como gobierno colonial, sino asentamientos de europeos cristianos dedicados que habrían de vivir entre la gente para ayudarles a crear formas de vida que no implicaran la esclavitud. Livingstone formó parte de un movimiento evangélico e inconformista en Gran Bretaña que durante el siglo XIX ayudó a cambiar la mentalidad nacional, pasando de la noción de un derecho divino a gobernar a las «razas menores», a ideas éticas más modernas en asuntos de política exterior.
El Centro David Livingstone, localizado en Blantyre, celebra su vida y tiene su sede en la casa en la que nació, en el lugar del molino en el que comenzó su vida laboral. Su fe cristiana queda patente en su diario, en el que se lee en una sección: «No doy ningún valor a nada de lo que tengo o pueda poseer, excepto en relación con el reino de Cristo. Si algo puede promover los intereses del reino, será regalado o guardado, solo en la medida en que al darlo o guardarlo promueva la gloria de aquel a quien debo todas mis esperanzas en el tiempo y la eternidad».

Según Austin en 1997:
Durante la década anticolonialista de 1960, Livingstone fue desprestigiado: solo logró un converso certificado, que más tarde reincidió; exploró pocas zonas que no hubieran sido recorridas por otros; liberó pocos esclavos; trató horriblemente a sus colegas; viajó con traficantes de esclavos árabes; su vida familiar fue un desastre. En resumen, para muchos encarnaba la mentalidad de «la carga del hombre blanco». Con todo, en una época en la que se están cambiando los nombres de los países y se derriban estatuas, Livingstone no ha caído. A pesar de la animosidad de africanos modernos hacia otros europeos, como Cecil Rhodes, Livingstone perdura como una leyenda heroica. Rodesia hace tiempo expurgó su nombre, pero las ciudades de Livingstone (Zambia) y Livingstonia (Malaui) mantienen con orgullo el apelativo del explorador.
En 2002, David Livingstone fue nombrado uno de los 100 grandes británicos (100 Greatest Britons) tras una votación realizada en todo el Reino Unido.